# Dharana
Dharana – w indyjskim systemie jogi: koncentracja jogiczna, stanowiąca pierwszą fazę samjamy (medytacji). Patańdźali w swych Jogasutrach podaje następującą definicję dharany: "związanie świadomości z jednym punktem". Wjasa w komentarzu do Jogasutr wylicza takie punkty: ćakra pępka lub serca, czubek głowy lub nosa, koniuszek języka lub jakikolwiek przedmiot zewnętrzny. Waćaspati Miśra uzupełnia, że dharany nie można osiągnąć bez fiksacji myśli na tego typy konkretnym punkcie lub przedmiocie.